# 바텐더 (만화)
바텐더(일본어: バーテンダー)는 조 아라키가 글을 쓰고 나가토모 켄지가 그림을 그린 일본의 만화 시리즈이다. 자신의 재능을 사용하여 고민을 덜어주고 고민하는 고객의 영혼을 달래는 천재 바텐더 사사쿠라 류에 초점을 둔다. 이 만화는 2004년부터 2011년까지 슈에이샤의 일본 잡지 슈퍼 점프에 처음 연재되었다. 개별 챕터는 슈에이샤에서 수집하여 단행본 21권으로 발매되었다.
바텐더는 나중에 2006년 후지 TV에서 방송된 애니메이션 TV 시리즈로 각색되었다. 이 만화는 2011년 TV 아사히에서 방영된 일본 TV 드라마로도 제작되었다. 세 편의 스핀오프 만화(Bartender à Paris, Bartender à Tokyo, Bartender 6stp)가 2012년부터 2019년까지 그랜드 점프와 그랜드 점프 프리미엄(Grand Jump Premium)에서 연재되었다. 일본에서는 바텐더가 280만 부 이상 영어 만화 및 애니메이션 출판물로 판매되었지만 엇갈린 평가를 받았다.
"Bartender: Glass of God"이라는 제목으로 리버(Liber)가 제작한 새로운 애니메이션 TV 시리즈가 2024년 4월에 첫 방송될 예정이다.

## 줄거리
바텐더는 누구나 맛본 최고의 칵테일을 만든다고 알려진 바텐더 신동 사사쿠라 류(애니메이션에서는 미즈시마 타카히로 성우, 드라마에서는 아이바 마사키가 연기)의 밤문화를 따라간다. 프랑스 유학을 마치고 돌아온 류는 래핀(Lapin) 바에서 수석 바텐더의 조수로 일한다. 그는 나중에 도쿄 시내 긴자 지구의 한 구석에 숨겨져 있는 자신의 바인 이든 홀을 열었다. 잠재적인 고객이 단순히 이든 홀을 찾아서 들어갈 수 없다는 소문이 있다. 오히려 호스트의 초대를 받아야 한다. 사사쿠라는 "신의 글라스"를 섬기는 것으로 알려져 있는데, 이는 그가 특정 상황에 봉사하기에 적합한 음료를 알고 있다는 의미이다.
유일한 정규 캐릭터는 호텔 카디널 오너 쿠루시마 타이조의 손녀인 쿠루시마 미와(애니메이션에서는 후지무라 아유미, 드라마에서는 칸지야 시호리)이다. 그녀는 회사의 여직원이며 그에게 호텔 바텐더 자리를 놓고 경쟁하도록 요구한다. 류는 처음에 호텔 음료 부서 관리자인 카시시마(神嶋)에게 거부당했다. 그러나 미와의 주장에 따라 타이조는 류를 만나 그의 능력에 매료되어 류에게 그를 호텔에서 일하게 해달라고 주장하도록 요청한다.
만화가 진행되는 동안 남다른 고민과 무거운 짐을 안고 있는 다양한 인물들이 에덴 홀에 초대되어 사사쿠라의 고급 음료를 대접받으며, 젊은 바텐더의 안내에 따라 고객은 자신의 삶에 대해 반성하게 된다. 자신의 문제를 해결하기 위한 행동 방침을 결정한다.